# Ion Diaconescu
Ion Diaconescu (n. 25 august 1917, Boțești, județul Dâmbovița, Regatul României – d. 11 octombrie 2011, București, România) a fost un om politic și activist anticomunist român; a fost membru al Partidului Național-Țărănesc (PNȚ), începând cu anul 1936 până la desființarea partidului de autoritățile comuniste, în 1947. Condamnat la 15 ani de închisoare, a fost încarcerat la Aiud, Baia Sprie, Nistru și Râmnicu Sărat, iar după ispășirea pedepsei a fost deportat în Bărăgan. Revenit în București, a activat la întrunirile clandestine ale țărăniștilor.
După anul 1989 a fost în conducerea Partidului Național Țărănesc Creștin Democrat (PNȚCD), fiind ales ca deputat în Parlament în trei legislaturi consecutive (1990–1992, 1992–1996 și 1996–2000) iar în legislatura 1996–2000 a îndeplinit funcția de președinte al Camerei Deputaților. Ca parlamentar, a acționat în sensul înțelegerii și înlăturării consecințelor regimului comunist. De asemenea, Ion Diaconescu a reprezentat una dintre figurile emblematice ale Convenției Democrate Române (CDR).

## Copilăria și tinerețea
Ion Diaconescu s-a născut în vara lui 1917 în localitatea Boțești, în Muntenia aflată sub ocupație germană, în familia preotului Popescu. A copilărit o vreme la Cândești în Dâmbovița, după care a fost adoptat de sora tatălui său și de soțul ei, și el preot, de la care a luat numele de Diaconescu.
El a revenit de multe ori la locurile natale, inclusiv în ultimii ani de viață, deși avea o vârstă înaintată.
Familia sa era una cu tradiție monahală, mulți dintre membrii ei fiind preoți sau călugări. Era înrudit cu Ion Mihalache din partea mamei care era verișoară cu omul politic țărănist. De mic, Ion Diaconescu a crescut cu respect pentru Partidul Țărănesc înființat de Mihalache, pe care îl cunoștea bine din familie și, în 1936, la 19 ani, a devenit membru. În aceeași perioadă a plecat la București, unde a studiat la Universitatea Politehnica, facultatea de electromecanică, absolvită în 1942. După aceea, a lucrat în Ministerul Economiei Naționale pe un post de referent tehnic. Începând cu 1944, a fost ales în Biroul Central al organizației de tineret a PNȚ.

## Deținut politic
În anul 1947, Diaconescu a fost concediat din postul său de la Ministerul Economiei, din cauza activității sale politice. După înscenarea de la Tămădău, liderii partidului au fost arestați, iar Diaconescu, ca lider al grupării de tineret, era și el urmărit. În seara de 1 decembrie 1947, a fost arestat din garsoniera în care locuia în București, de către Siguranță din ordinele guvernului comunist, în baza unui mandat preștampilat și completat ad-hoc. În 1948 a fost condamnat la 15 ani de închisoare și confiscarea averii. Inițial încarcerat la Jilava, Diaconescu a fost ulterior transferat la Aiud în 1949. Acolo a fost supus unui regim dur de înfometare și alte abuzuri. A stat în celulă de obicei cu 5–6 alți deținuți politici, grupurile din celulă fiind totuși ocazii de schimb cultural între intelectualii încarcerați, care țineau cu ceilalți cursuri în domeniile ce le erau familiare. Aici i-a cunoscut pe Mircea Vulcănescu, pe Ion Petrovici și pe viitorul coleg de partid Valentin Gabrielescu. În secția specială de la Zarca Aiudului a stat legat în lanțuri în permanență între septembrie 1953 și martie 1955 și s-a îmbolnăvit de apendicită. Afecțiunea i-a fost tratată după transferul la mina de plumb din Baia Sprie, printr-un procedeu rudimentar, cu o anestezie insuficientă.
De la Baia Sprie, unde fusese de fapt închis într-un lagăr secret de muncă, a mai fost dus să muncească la o altă mină de plumb, la Nistru. Revenit la secția specială de la Zarca Aiud, a participat la o grevă de 23 de zile a deținuților în august 1957. Ca urmare, a fost transferat la închisoarea de la Râmnicu Sărat. Acolo a fost ținut în izolare, timp de cinci ani, până la eliberarea sa la 30 noiembrie 1962.
După eliberare, persecuțiile regimului comunist nu au încetat. Imediat i s-a fixat domiciliu forțat în Bărăgan, fiind deportat la Rubla, regiunea Galați, astăzi denumită Valea Călmățuiului, în județul Brăila, una dintre cele 18 foste comune speciale, unde fuseseră deportați anterior alți opozanți ai regimului comunist. Acolo l-a cunoscut pe Corneliu Coposu cu care a păstrat legătura în continuare.

## Viața în regimul comunist
Revenit în București în 1964, a avut dificultăți în a-și găsi de lucru. În cele din urmă, a fost angajat la întreprinderea Ascensorul, cu ajutorul altor foști țărăniști. A continuat să se întâlnească clandestin cu alți țărăniști, în principal cu Corneliu Coposu. Una din întâlnirile sale din 1974 a fost descoperită de Securitate, care l-a urmărit timp de 25 de ani, alcătuind un stufos dosar de urmărire pe care Diaconescu l-a citit după revoluția din 1989. A ieșit la pensie în 1980, sperând în continuare că regimul totalitar se va schimba.

## Activitatea politică de după revoluția din 1989

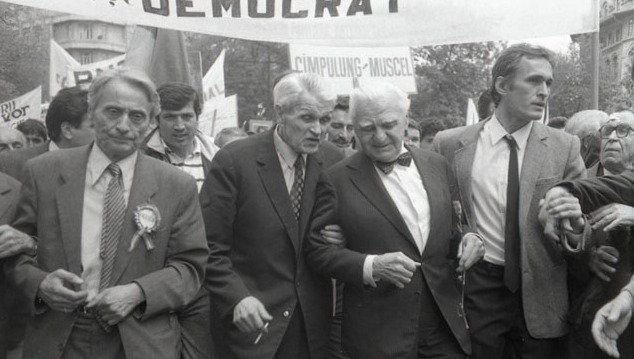
Ion Diaconescu (stânga), Corneliu Coposu și Ion Rațiu, în timpul unei manifestații la București, în 1990.

În timp ce revoluția română din 1989 ducea la răsturnarea regimului totalitar al lui Nicolae Ceaușescu, Diaconescu a semnat împreună cu Coposu și cu alți lideri apelul din 22 decembrie 1989 pentru reînființarea Partidului Național Țărănesc (PNȚ). Acesta a fuzionat rapid cu un alt nucleu, formând Partidul Național Țărănesc Creștin Democrat (PNȚCD). La 10 ianuarie 1990, liderii partidului s-au întâlnit cu reprezentanții eșalonului secund (și, parțial chiar, eșalonul I) al fostului partid comunist (PCR), grupați în Consiliul Frontului Salvării Naționale (CFSN), un organ care preluase puterea după căderea lui Ceaușescu. Cu această ocazie, Diaconescu l-a cunoscut pe Ion Iliescu, cel care avea să-i fie adversar politic. În urma cererilor opoziției democratice de a i se permite reprezentarea în noile organisme ce urmau să pregătească primele alegeri libere din România, cereri susținute și de proteste de stradă în București, CFSN a acceptat înființarea unui nou organism, denumit „Consiliul Provizoriu de Uniune Națională” (CPUN) în care totalitatea partidelor înființate în primele zile de după revoluție constituiau ceva mai puțin de jumătate, restul fiind reprezentanți ai FSN. Diaconescu a fost membru al CPUN, despre care mai târziu avea să spună că a fost „un organism primitiv, din epoca de piatră a democrației”. În 29 ianuarie 1990, muncitorii, susținători ai majorității comuniste din CPUN, au devastat sediul partidului; la fel s-a întâmplat și la mineriada din iunie 1990.
La primele alegeri libere, din 20 mai 1990, Diaconescu a candidat pe listele PNȚCD la București și a obținut unul din cele 12 mandate de deputat ale partidului său, care a obținut 2,56% din voturi. În noiembrie 1991, PNȚCD a constituit, împreună cu Partidul Național Liberal (PNL) și mai multe alte grupări democratice și reformiste Convenția Democrată (CDR), o largă alianță ce își propunea să preia puterea și să implementeze reforme de trecere la un stat democratic cu economie de piață. Deși Frontul Salvării Naționale (FSN) s-a scindat, gruparea conservatoare din acesta a câștigat alegerile prezidențiale din 1992 și a format o alianță cu alte grupări naționaliste și cu unele rămășițe ale fostului PCR (i.e. PUNR, PRM respectiv PSM), împiedicând CDR să preia puterea. Convenția Democrată a obținut însă mai multe locuri în Parlament, iar Diaconescu a fost reales ca deputat de București. De la tribuna Camerei Deputaților, împreună cu ceilalți reprezentanți ai partidului său, Diaconescu a cerut reforma morală, judecarea comunismului, restaurarea monarhiei, trecerea rapidă la economia de piață.
Corneliu Coposu, președintele PNȚCD, a murit în 1995, iar Diaconescu i-a luat locul în funcția de președinte al partidului. În 1996, candidatul prezidențial al Convenției Democrate, Emil Constantinescu, a fost ales președinte și a format o alianță cu Partidul Democrat (PD; ramura reformistă a FSN) condus de Petre Roman, cu social-democrații (PSDR) conduși de Sergiu Cunescu și cu Uniunea Democrată Maghiară din România (UDMR/RMDSZ). Ion Diaconescu, reales ca deputat din partea PNȚCD, a fost pentru patru ani președinte al Camerei Deputaților. Deși nu a reușit toate schimbările pe care și le-a propus, partidul condus de Ion Diaconescu a reușit să promoveze unele reforme, cum ar fi accelerarea privatizării și retrocedarea proprietăților funciare confiscate de comuniști, începerea procesului de analiză a arhivelor Securității, precum și o fermă orientare spre Occident în politica externă. În 1998, Diaconescu a publicat la editura Nemira primul său volum de memorii, intitulat Temnița - destinul generației noastre.
Din cauza crizei economice inerente tranziției spre economia de piață, și din cauza atacurilor opoziției conservatoare și naționaliste, PNȚCD nu a mai intrat în Parlament la alegerile din 2000. Diaconescu s-a retras din funcția de președinte al partidului și din orice altă funcție oficială.

## După retragerea din politică
După 2000, Diaconescu a primit funcția onorifică de președinte de onoare al Partidului. Retras în apartamentul său, a continuat să-și scrie memoriile, care au fost publicate de aceeași editură Nemira în 2003 în două noi volume, După temniță și După Revoluție.
După 2007, PNȚCD a fost marcat de puternice frământări, pentru conducerea partidului luptând două facțiuni (una în frunte cu Aurelian Pavelescu și Vasile Lupu, alta condusă de Victor Ciorbea și Radu Sârbu). Diaconescu a dat binecuvântarea sa celei din urmă, dar, deja nonagenar, nu a putut acționa pentru a păstra unitatea partidului.
În 2009, la sugestia lui Victor Ciorbea, Diaconescu a cerut în instanță 18 milioane de euro despăgubiri statului român pentru încarcerarea sa cu încălcarea Drepturilor Omului.
Banii obținuți din despăgubire urmau să fie utilizați în folosul partidului. În 2010, Tribunalul București i-a acordat 500.000 de euro despăgubiri, dar Curtea de Apel a anulat decizia de despăgubire financiară, deși a menținut constatarea că condamnarea din 1948 a fost făcută pe motive politice.
S-a internat în spitalul Fundeni din București în septembrie 2011 pentru tulburări de ritm cardiac; starea lui a fost inițial stabilizată, dar pe parcursul primelor zile din octombrie ea s-a înrăutățit, iar Diaconescu a murit în ziua de 11 octombrie 2011, la 94 de ani.

## Moștenirea și onorurile
A fost înmormântat la cimitirul Bellu din București, cu onoruri militare, după ce a fost decorat post mortem cu Ordinul Național «Steaua României» în grad de Ofițer. Personalitatea lui Ion Diaconescu a fost evocată într-o ședință specială a Camerei Deputaților ținută în ziua de 17 octombrie 2011, la care au luat cuvântul atât foști parteneri, cât și foști adversari politici. Deputatul Árpád Márton l-a denumit „singurul speaker adevărat” dintre toți președinții Camerei.
La moartea sa, PNȚCD era în pline frământări. Cu mai puțin de o lună înainte, Vasile Lupu a fost ales președinte de un congres paralel celui din iunie, câștigat de Ciorbea. Diaconescu luptase mereu pentru a-și ține promisiunea dată lui Maniu și Mihalache, de a nu lăsa partidul să moară.
O analiză a crimelor comunismului a fost făcută după 2004, când Comisia Prezidențială pentru Analiza Dictaturii Comuniste, condusă de istoricul Vladimir Tismăneanu, a elaborat un raport final, prezentat de președintele Traian Băsescu în fața Parlamentului în decembrie 2006 în pofida protestelor zgomotoase ale reprezentanților Partidului România Mare și ale social-democraților.